# Хорхаузен (Нассау)
Хорхаузен (нем. Horhausen) — община в Германии, в земле Рейнланд-Пфальц.
Входит в состав района Рейн-Лан. Подчиняется управлению Диц. Население составляет 289 человек (на 31 декабря 2010 года). Занимает площадь 5,46 км².